# Lambeoceras rotundum
Lambeoceras rotundum — викопний вид головоногих молюсків вимерлого ряду Actinocerida, що існував в ордовицькому періоді (450 млн років тому). Скам'янілі рештки представників роду знайдені у штаті Техас (США).

## Оригінальний опис
- R. H. Flower. 1957. The Ordovician Development of the Actinoceratida, with notes on Actinoceroid Morphology and Ordovician Stratigraphy. State Bureau of Mines and Mineral Resources New Mexico Institute of Mining and Technology, Memoir 2:1-59